# بازی‌های جهانی هنرهای رزمی
بازی‌های جهانی هنرهای رزمی (انگلیسی: World Martial Arts Games) در سال ۲۰۰۵ توسط دو نفر از آلمان و کانادا پایه‌ریزی شد و یک رویداد چند ورزشی است.